# Бюггенхаут
Бюггенхаут (нидерл. Buggenhout) — бельгийская коммуна, расположенная во Фламандском регионе (провинция Восточная Фландрия). На 40 км западнее Брюсселя. Население — 14 167 чел. (1 января 2011). Площадь — 25,25 км2.
Ближайшие автодороги располагаются у Локерен и Синт-Никлас на северо-западе — A14/E 17. На юге, у Алста, проходят дороги A10/E40. В Бюггенхауте имеется станция линии Гент—Дендермонде—Бюггенхаут—Мехелен.